# 冷泉範遠
冷泉 範遠（れいぜい のりとお）は、戦国時代の公卿。『知譜拙記』によると官位は正五位下・左馬頭。

## 概要
範遠は大内義隆の装束の師であった。萩原大輔は、大寧寺の変において殺害された「一忍軒」を範遠に比定している。そして、大寧寺の変において柳原資定、清原業賢、持明院基規、法性寺親世良は生存しており、変の翌年には飛鳥井雅綱・雅教親子が山口に訪れていることから、陶隆房ら従来の大内氏被官には明確に目標とする公家がおり、それが大内氏家中にて発言権を持っていた小槻伊治と一忍軒（範遠か）であったとする。ただし、『知譜拙記』では大寧寺の変から1ヶ月ほど経った天文20年9月28日（1551年10月27日）に死去したとされている。